# Чемпионат Германии по баскетболу среди женщин
Чемпионат Германии по баскетболу среди женщин (нем. Damen-Basketball-Bundesligen) – турнир среди баскетбольных женских команд Германии. Первый розыгрыш состоялся в 1947 году, чемпионками которого стала мюнхенская команда «Ян 1883». Больше всего титулов – 12 на счету команды «Агон 08» из Дюссельдорфа. 

## Чемпионы
| Год  | Победитель                             |
| ---- | -------------------------------------- |
| 1947 | Ян 1883 Мюнхен                         |
| 1948 | Ян 1883 Мюнхен                         |
| 1949 | Шпандау 1880 Берлин                    |
| 1950 | Ян 1883 Мюнхен                         |
| 1951 | Ян 1883 Мюнхен                         |
| 1952 | Тёнебунд Хайдельберг                   |
| 1953 | Нойкёльне Берлин                       |
| 1954 | Хайдельберг ТВ 1846 Хайдельберг        |
| 1955 | Хайдельберг ТВ 1846 Хайдельберг        |
| 1956 | Хайдельберг ТВ 1846 Хайдельберг        |
| 1957 | Хайдельберг ТВ 1846 Хайдельберг        |
| 1958 | Хайдельберг ТВ 1846 Хайдельберг        |
| 1959 | Хайдельберг ТВ 1846 Хайдельберг        |
| 1960 | Хайдельберг ТВ 1846 Хайдельберг        |
| 1961 | ТВ Аугсбург 1847 Аугсбург              |
| 1962 | ТВ Грос-Герау Грос-Герау               |
| 1963 | Хайдельберг ТВ 1846 Хайдельберг        |
| 1964 | ТВ Аугсбург 1847 Аугсбург              |
| 1965 | АТВ 1877 Дюссельдорф Дюссельдорф       |
| 1966 | Швабен Аугсбург                        |
| 1967 | АТВ 1877 Дюссельдорф Дюссельдорф       |
| 1968 | 1. SC 05 Гёттинген Гёттинген           |
| 1969 | Лихенрадэ Берлин                       |
| 1970 | 1. SC 05 Гёттинген Гёттинген           |
| 1971 | 1. SC 05 Гёттинген Гёттинген           |
| 1972 | 1. SC 05 Гёттинген Гёттинген           |
| 1973 | БК Хайдельберг Хайдельберг             |
| 1974 | 1. SC 05 Гёттинген Гёттинген           |
| 1975 | Агон 08 Дюссельдорф                    |
| 1976 | Дюссельдорф АРТ/ТВГ Дюссельдорф        |
| 1977 | Дюссельдорф АРТ/ТВГ Дюссельдорф        |
| 1978 | ТуС 04 Леверкузен                      |
| 1979 | ТуС 04 Леверкузен                      |
| 1980 | Агон 08 Дюссельдорф                    |
| 1981 | Агон 08 Дюссельдорф                    |
| 1982 | Агон 08 Дюссельдорф                    |
| 1983 | Агон 08 Дюссельдорф                    |
| 1984 | Агон 08 Дюссельдорф                    |
| 1985 | Агон 08 Дюссельдорф                    |
| 1986 | Агон 08 Дюссельдорф                    |
| 1987 | Агон 08 Дюссельдорф                    |
| 1988 | Агон 08 Дюссельдорф                    |
| 1989 | Бармер ТВ 1846 Вупперталь              |
| 1990 | Агон 08 Дюссельдорф                    |
| 1991 | Агон 08 Дюссельдорф                    |
| 1992 | Лотус Мюнхен                           |
| 1993 | Бармер ТВ 1846 Вупперталь              |
| 1994 | ЖБК Вупперталь Вупперталь              |
| 1995 | ЖБК Вупперталь Вупперталь              |
| 1996 | ЖБК Вупперталь Вупперталь              |
| 1997 | ЖБК Вупперталь Вупперталь              |
| 1998 | ЖБК Вупперталь Вупперталь              |
| 1999 | ЖБК Вупперталь Вупперталь              |
| 2000 | ЖБК Вупперталь Вупперталь              |
| 2001 | Голд-Зак Вупперталь                    |
| 2002 | Голд-Зак Вупперталь                    |
| 2003 | Универса Марбург                       |
| 2004 | ТСВ 1880 Вассербург Вассербург-на-Инне |
| 2005 | ТСВ 1880 Вассербург Вассербург-на-Инне |

| Год  | Победитель                             | Вице-чемпион                           | Финал |
| ---- | -------------------------------------- | -------------------------------------- | ----- |
| 2006 | ТСВ 1880 Вассербург Вассербург-на-Инне | ЖБК Дорстен Дорстен                    | 3 — 2 |
| 2007 | ТСВ 1880 Вассербург Вассербург-на-Инне | ЖБК Дорстен Дорстен                    | 3 — 1 |
| 2008 | ТСВ 1880 Вассербург Вассербург-на-Инне | Саарлуис Роялс Зарлуи                  | 3 — 1 |
| 2009 | Саарлуис Роялс Зарлуи                  | ТСВ 1880 Вассербург Вассербург-на-Инне | 3 — 2 |
| 2010 | Саарлуис Роялс Зарлуи                  | ТСВ 1880 Вассербург Вассербург-на-Инне | 3 — 2 |
| 2011 | ТСВ 1880 Вассербург Вассербург-на-Инне | Айсфёгель Фрайбург-в-Брайсгау          | 3 — 0 |
| 2012 | Уайлд Кэтс Вольфенбюттель              | Лайонс Галле                           | 3 — 2 |
| 2013 | ТСВ 1880 Вассербург Вассербург-на-Инне | Рейн-Мэйн Баскет Ланген                | 3 — 1 |
| 2014 | ТСВ 1880 Вассербург Вассербург-на-Инне | Эво Нью Баскет Оберхаузен              | 3 — 0 |
| 2015 | ТСВ 1880 Вассербург Вассербург-на-Инне | Саарлуис Роялс Зарлуи                  | 3 — 0 |

## Достижения клубов
| Клуб                                                 | Чемпион                        | Всего |
| Агон 08 Дюссельдорф                                  | 1975, 1980 – 1988, 1990, 1991  | 12    |
| Голд-Зак (Бармер ТВ 1846, ЖБК Вупперталь) Вупперталь | 1989, 1993 – 2002              | 11    |
| ТСВ 1880 Вассербург Вассербург-на-Инне               | 2004 – 2008, 2011, 2013 – 2015 | 9     |
| Хайдельберг ТВ 1846 Хайдельберг                      | 1954 – 1960, 1963              | 8     |
| 1. SC 05 Гёттинген Гёттинген                         | 1968, 1970 – 1972, 1974        | 5     |
| Ян 1883 Мюнхен                                       | 1947, 1948, 1950, 1951         | 4     |
| АТВ 1877 Дюссельдорф Дюссельдорф                     | 1965, 1967                     | 4     |
| ТВ Аугсбург 1847 Аугсбург                            | 1961, 1964                     | 2     |
| Дюссельдорф АРТ/ТВГ Дюссельдорф                      | 1976, 1977                     | 2     |
| ТуС 04 Леверкузен                                    | 1978, 1979                     | 2     |
| Саарлуис Роялс Зарлуи                                | 2009, 2010                     | 2     |
| Шпандау 1880 Берлин                                  | 1950                           | 1     |
| Тёнебунд Хайдельберг                                 | 1952                           | 1     |
| Нойкёльне Берлин                                     | 1953                           | 1     |
| ТВ Грос-Герау Грос-Герау                             | 1962                           | 1     |
| Швабен Аугсбург                                      | 1966                           | 1     |
| Лихенрадэ Берлин                                     | 1969                           | 1     |
| БК Хайдельберг Хайдельберг                           | 1973                           | 1     |
| Лотус Мюнхен                                         | 1992                           | 1     |
| Универса Марбург                                     | 2003                           | 1     |
| Вульфпак (Уайлд Кэтс) Вольфенбюттель                 | 2012                           | 1     |